# Manny Ribera
Manolo „Manny” Ribera – postać fikcyjna z filmu Człowiek z blizną.
Manny był wiernym przyjacielem Tony’ego. Razem z nim uciekł z wojska i przebywał w więzieniu na Kubie, za zabijanie na zlecenie. Gdy wraz z Tonym zostają wywożeni do Miami i osadzeni w obozie internowania, Manny i Tony mordują Emilia Rebengę w zamian za wypuszczenie na wolność i pracę w Miami. W trakcie akcji z Hectorem przybywa na miejsce, gdy Angelo już zginął, a Tony jest „przesłuchiwany”. Wystrzeliwuje salwę z karabinu maszynowego, lecz sam zostaje ranny od kuli. 
W latach świetności Manny jest szefem ochrony Tony’ego, chociaż bardziej interesują go kobiety niż pieniądze. Tryska humorem i zazwyczaj on jest tym, który uspokaja Tony’ego. Tony kontaktuje się z Saidelbaumem, z którym od tej pory Tony robi interesy (pranie pieniędzy). Ten okazuje się być jednak policjantem i nakrywa Tony’ego, za co grozi mu do 5 lat więzienia. Tony wyjeżdża do Boliwii, do Aleksa Sosy, by ten pomógł mu rozwiązać jego problemy w zamian za przysługę. Następnie musi wyjechać do Nowego Jorku, a opiekę nad majątkiem powierza Manny'emu. Manny w tym czasie po kryjomu żeni się z jego siostrą, Giną, mimo wyraźnego zakazu Tony’ego sprzed lat. Gdy Tony nakrywa ich razem w ich nowej posiadłości, strzela do Manny’ego w ataku furii, pozbawiając go życia. W chwilę później Gina, leżąc nad ciałem Manola, wyjawia mu sekret ich małżeństwa.
Jego odpowiednikiem w starszej wersji filmu jest Guino Rinaldo, a jego rolę odgrywają Steven Bauer (1983) i George Raft (1932).